# うきわ (漫画)
『うきわ』（英語: ukiwa）は、野村宗弘による日本の漫画作品。ウェブコミック配信サイト『やわらかスピリッツ』（小学館）にて、2012年11月19日から2014年12月5日まで連載された。副題は『-友達以上、不倫未満-』。
続編となる『うきわ、と風鈴。 -友達以上、不倫未満-』（うきわ、とふうりん。 -ともだちいじょう、ふりんみまん-）が『ビッグコミックスピリッツ』（同）にて、2021年24号（5月17日発売）より2022年15号（3月14日発売）まで連載された。

## 登場人物
中山麻衣子（なかやま まいこ）
これまで平々凡々に生きてきた、自称「可もなく不可もない」女性。夫に浮気されている。
二葉一（ふたば はじめ）
麻衣子の隣人で麻衣子の夫の上司。妻に浮気されている。

## 書誌情報
- 野村宗弘『うきわ』小学館〈ビッグコミックス〉、全3巻
  1. 2013年11月29日発売[3]、ISBN 978-4-09-185756-9
  2. 2014年7月11日発売[6]、ISBN 978-4-09-186288-4
  3. 2015年5月12日発売[7]、ISBN 978-4-09-187015-5
- 野村宗弘『うきわ、と風鈴。 -友達以上、不倫未満-』小学館〈ビッグコミックス〉、全3巻
  1. 2021年7月30日発売[8]、ISBN 978-4-09-861106-5
  2. 2021年11月30日発売[9]、ISBN 978-4-09-861186-7
  3. 2022年5月30日発売[10]、ISBN 978-4-09-861337-3

## テレビドラマ
2021年8月9日から9月27日まで、『うきわ -友達以上、不倫未満-』（うきわ -ともだちいじょう、ふりんみまん-）と題して、テレビ東京系列の「ドラマプレミア23」枠で放送。主演は門脇麦。

### あらすじ（テレビドラマ）
生まれてほとんどを広島で生活してきた中山麻衣子は、夫・拓也の本社赴任で東京郊外の社宅に越してきた。都会での新たな夫婦生活に胸を弾ませるが、仕事を理由に毎日が遅い夫へ違和感を感じる。そんな折、夫の上司で奥さんと中山家の隣りに暮らす二葉一と、ベランダの非常壁越しに他愛ない会話を通して仲良くなる。それぞれが家庭で抱える悩み（配偶者の不倫）を持ちながら、互いにベランダやゴミ捨て場でのやり取りに心を癒されていく。そんな惹かれあう自分たちの関係は、はたして不倫なのか、そうではないのか。それぞれに投げられた「浮き輪」を前に、互いに悩み迷いながら本当の救いを模索していく。

### 登場人物（テレビドラマ）

#### 主要人物
中山麻衣子（なかやま まいこ）
演 - 門脇麦
これまで平々凡々に生きてきた、自称「可もなく不可もない」女性。夫・拓也の転勤に伴い広島での勤めを辞め上京するが、拓也に浮気されてしまう。
二葉一（ふたば はじめ）
演 - 森山直太朗
麻衣子の隣人で拓也の上司。妻・聖に浮気されている。
中山拓也
演 - 大東駿介
麻衣子の夫。転勤先の後輩・福田と不倫関係になる。
二葉聖
演 - 西田尚美
一の妻。陶芸教室の講師・田宮と不倫関係。
福田歩
演 - 蓮佛美沙子（幼少期：柚穂）
拓也の勤務先の後輩。転勤してきた拓也と不倫関係となる。大学時代、拓也の後輩でラグビー部の選手とマネージャーの間柄だった。
田宮悠
演 - 田中樹（SixTONES）
聖が通う「桜が丘陶芸教室」の講師。聖の不倫相手。

#### その他
佐々木誠
演 - 高橋文哉
麻衣子のパート先のクリーニング店のアルバイト。
田代さん
演 - 赤間麻里子
麻衣子のパート先の同僚。面倒な客を押し付ける。
愛宕梨沙
演 - 小西桜子
一と拓也の部下。人間観察が趣味。
木下さん
演 - 中村優子
聖の勤務先の同僚。産休に入り3人目の子供を出産する。

### スタッフ（テレビドラマ）
- 原作 - 野村宗弘『うきわ』（小学館 ビッグコミックス）
- 脚本 - 倉光泰子、神田優
- 監督 - 風間太樹、太田良
- 音楽 - 坂本秀一
- OPテーマ - 安藤裕子「ReadyReady」[14]（ポニーキャニオン）
- EDテーマ - 三浦透子「通過点」[14]（ユニバーサルミュージック）
- チーフプロデューサー - 阿部真士（テレビ東京）
- プロデューサー - 本間かなみ（テレビ東京）、滝山直史（テレビ東京）、唯野友歩（AOI Pro.）
- 制作 - テレビ東京、AOI Pro.
- 製作著作 - 「うきわ -友達以上、不倫未満-」製作委員会

### 放送日程
| 話数   | 放送日  | サブタイトル                                           | ラテ欄                                | 脚本     | 監督     |
| ------ | ------- | ------------------------------------------------------ | ------------------------------------- | -------- | -------- |
| 第1話  | 8月9日  | サレ妻×サレ夫。 壁越ラブストーリー                     | 妻と夫の秘密と嘘! 壁越ラブストーリー  | 倉光泰子 | 風間太樹 |
| 第2話  | 8月16日 | 秘密の共犯関係が始まる                                 | 秘密の告白!? サレ妻&サレ夫の共犯関係  | 倉光泰子 | 風間太樹 |
| 第3話  | 8月23日 | 初めての嘘と約束                                       | 見てしまったスマホ ベランダの恋が加速 | 神田優   | 太田良   |
| 第4話  | 8月30日 | 後戻りできない夜。秘密のデート。 夫婦の過去が明らかに! | 後戻りできない夜! すれ違う夫婦の過去  | 倉光泰子 | 風間太樹 |
| 第5話  | 9月6日  | 不倫妻の決断とサレ妻の衝動! 隣人の一線が壊れる         | 不倫の決断とサレ妻の衝動が壁を壊す!   | 神田優   | 風間太樹 |
| 第6話  | 9月13日 | 夏まつりの修羅場! 妻の失踪!?                           | 夏まつりの修羅場!? 不倫相手VSサレ妻!  | 倉光泰子 | 太田良   |
| 第7話  | 9月20日 | 不倫の終焉!? サレ妻の新たな決意                        | 不倫夫が妻の浮気を目撃!? サレ側の決意 | 倉光泰子 | 風間太樹 |
| 最終話 | 9月27日 | 決別か駆け落ちか!? 夫婦の答え                          | 決別か駆け落ちか!? カラオケ密会の答え | 倉光泰子 | 風間太樹 |

### 放送局
| 放送期間               | 放送日時           | 放送局         | 対象地域       | 備考1  | 備考2  |
| ---------------------- | ------------------ | -------------- | -------------- | ------ | ------ |
| 2021年8月9日 - 9月27日 | 月曜 23:06 - 23:55 | テレビ東京     | 関東広域圏     | 製作局 |        |
| 2021年8月9日 - 9月27日 | 月曜 23:06 - 23:55 | テレビ大阪     | 大阪府         |        |        |
| 2021年8月9日 - 9月27日 | 月曜 23:06 - 23:55 | テレビ愛知     | 愛知県         |        |        |
| 2021年8月9日 - 9月27日 | 月曜 23:06 - 23:55 | テレビ北海道   | 北海道         |        |        |
| 2021年8月9日 - 9月27日 | 月曜 23:06 - 23:55 | テレビせとうち | 岡山県・香川県 |        |        |
| 2021年8月9日 - 9月27日 | 月曜 23:06 - 23:55 | TVQ九州放送    | 福岡県         |        |        |
| 2021年8月9日 - 9月27日 | 月曜 23:06 - 23:55 | 岐阜放送       | 岐阜県         | 独立局 |        |
| 2021年8月9日 - 9月27日 | 月曜 23:06 - 23:55 | びわ湖放送     | 滋賀県         | 独立局 | [ 17 ] |
| 2021年8月9日 - 9月27日 | 月曜 23:06 - 23:55 | 奈良テレビ     | 奈良県         | 独立局 |        |
| 2021年8月9日 - 9月27日 | 月曜 23:06 - 23:55 | テレビ和歌山   | 和歌山県       | 独立局 |        |

### スピンオフドラマ
『うきわ -他人以上、友達未満-』（うきわ -たにんいじょう、ともだちみまん-）のタイトルで、動画配信サービスParaviにて本編放送終了後に配信。小西桜子が演じる愛宕梨沙が主人公。愛宕がマッチングアプリを通じて知り合う高橋文哉が演じるクリーニング店のアルバイト・佐々木誠とのラブコメディ。

#### 登場人物（スピンオフドラマ）
- 愛宕梨沙 - 小西桜子
- 佐々木誠 - 高橋文哉
- 中山麻衣子 - 門脇麦
- 二葉一 - 森山直太朗

#### スタッフ（スピンオフドラマ）
- 原作 - 野村宗弘『うきわ』（小学館ビッグスピリッツコミックス）
- 監督 - 太田良、高橋名月
- 脚本 - 坂本絵美
- 音楽 - 坂本秀一
- チーフプロデューサー - 阿部真士（テレビ東京）
- プロデューサー - 本間かなみ（テレビ東京）、滝山直史（テレビ東京）、唯野友歩（AOI Pro.）
- 制作 - テレビ東京、AOI Pro.
- 製作著作 - 『うきわ ―友達以上、不倫未満―』製作委員会

#### 配信日程
| 話数  | 配信日  | 監督     |
| ----- | ------- | -------- |
| 第1話 | 8月09日 | 太田良   |
| 第2話 | 8月16日 | 太田良   |
| 第3話 | 8月23日 | 高橋名月 |
| 第4話 | 8月30日 | 高橋名月 |
| 第5話 | 9月06日 | 高橋名月 |
| 第6話 | 9月13日 | 高橋名月 |